# Avenue du Président-Salvador-Allende
L'avenue du Président-Salvador-Allende est une artère de Bobigny.

## Situation et accès
Cette avenue commence son parcours au croisement du boulevard Lénine et du boulevard Maurice-Thorez.
Elle se termine à l'avenue Jean-Jaurès.

## Origine du nom

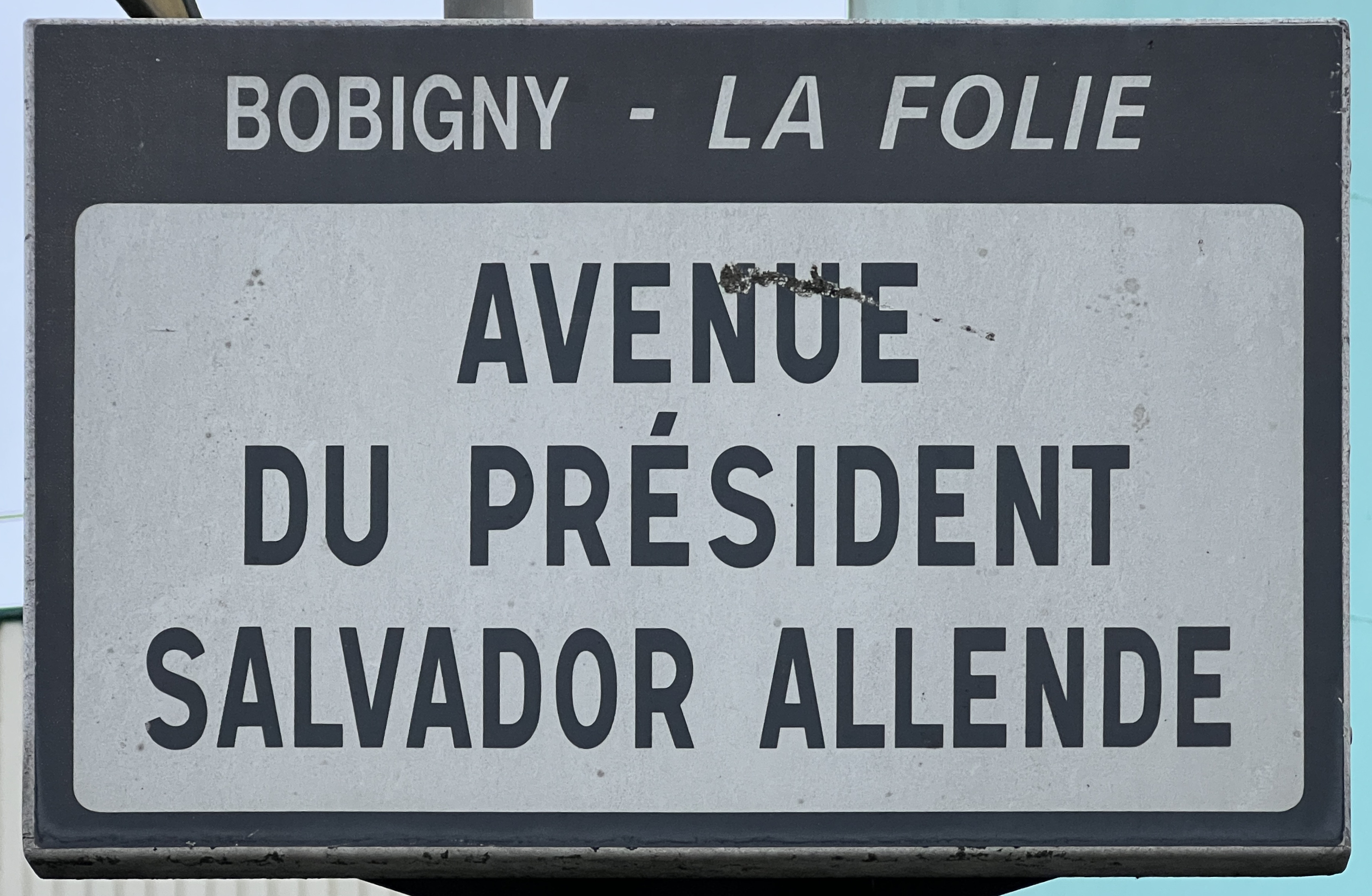
Plaque de l'avenue.

Cette avenue rend hommage à Salvador Allende (1908-1973), médecin et président de la République du Chili.

## Bâtiments remarquables et lieux de mémoire
- Stade Henri-Wallon.
- Hôtel de ville de Bobigny.

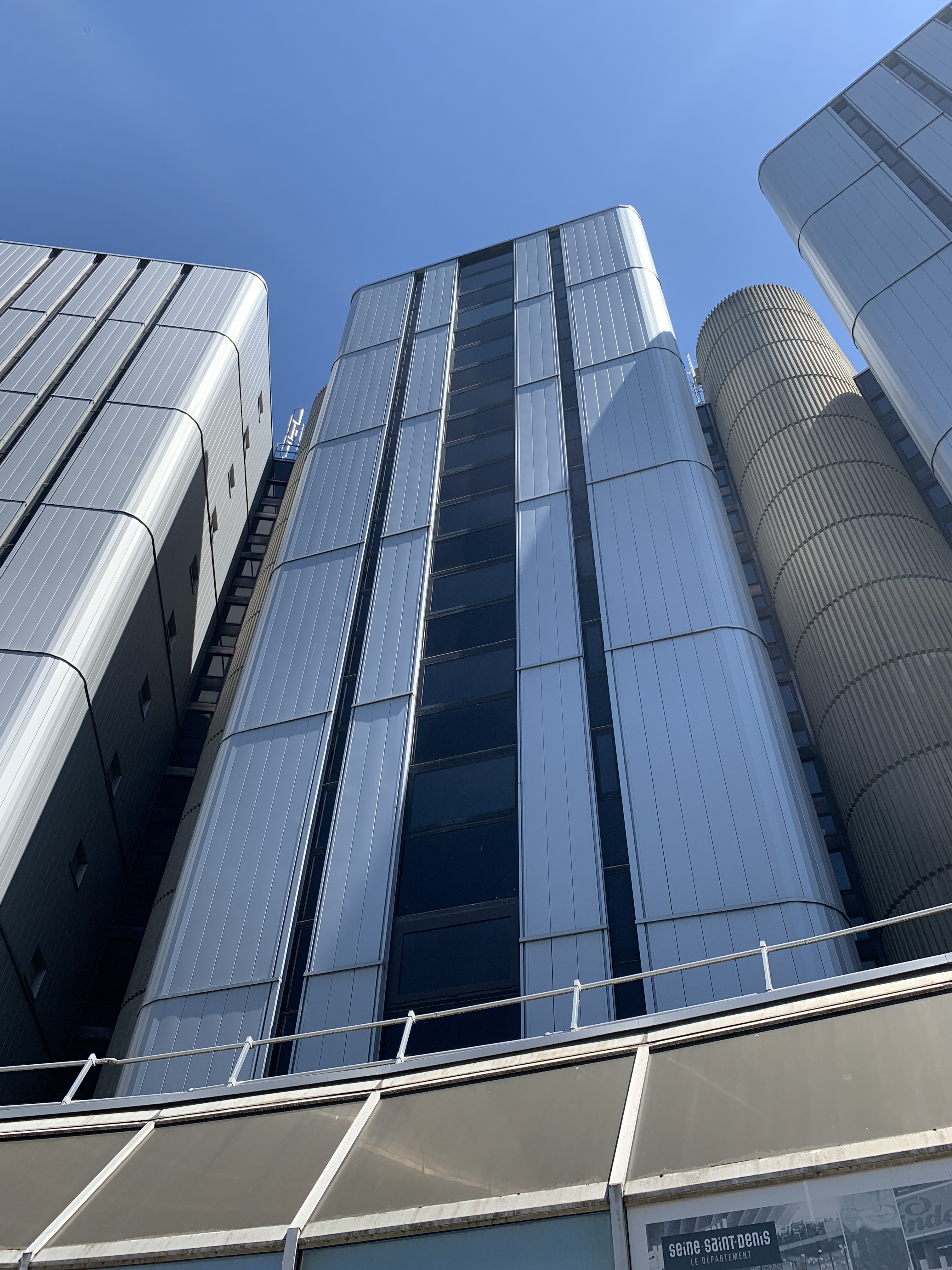
Archives départementales de la Seine-Saint-Denis.

- Atelier de maintenance du matériel roulant de la ligne 5 du métro de Paris.
- Archives départementales de la Seine-Saint-Denis.
- Cité Karl-Marx[2].
- Quelques bâtiments datant du début du XXe siècle[3].
- Athlétic club de Bobigny 93 rugby, sections masculine et féminine.